# Otto Becker
Otto Becker (Aschaffenburg, 3 de diciembre de 1958) es un jinete alemán que compitió en la modalidad de salto ecuestre. Estuvo casado con la jinete alemana Nicole Uphoff.
Participó en tres Juegos Olímpicos de Verano, entre los años 1992 y 2004, obteniendo dos medallas en la prueba por equipos, oro en Sídney 2000 (junto con Ludger Beerbaum, Lars Nieberg y Marcus Ehning) y bronce en Atenas 2004 (con Marco Kutscher y Christian Ahlmann).
Ganó una medalla de plata en el Campeonato Mundial de Saltos Ecuestres de 1990 y dos medallas en el Campeonato Europeo de Saltos Ecuestres, en los años 2001 y 2003.

## Palmarés internacional
| Representando a la RFA   |                           |                   |             |
| Campeonato Mundial       |                           |                   |             |
| Año                      | Lugar                     | Medalla           | Categoría   |
| 1990                     | Estocolmo (Suecia)        | Medalla de plata  | Por equipos |
| Representando a Alemania |                           |                   |             |
| Juegos Olímpicos         |                           |                   |             |
| Año                      | Lugar                     | Medalla           | Categoría   |
| 2000                     | Sídney (Australia)        | Medalla de oro    | Por equipos |
| 2004                     | Atenas (Grecia)           | Medalla de bronce | Por equipos |
| Campeonato Europeo       |                           |                   |             |
| Año                      | Lugar                     | Medalla           | Categoría   |
| 2001                     | Arnhem (Países Bajos)     | Medalla de bronce | Por equipos |
| 2003                     | Donaueschingen (Alemania) | Medalla de oro    | Por equipos |